# Harry Dexter White
Pour les articles homonymes, voir White.
Harry Dexter White, né le 29 octobre 1892 à Boston et mort le 16 août 1948 à Fitzwilliam, est un économiste américain et un haut fonctionnaire du département du Trésor des États-Unis. Il est connu pour son rôle déterminant dans l'adoption de la proposition américaine lors de la conférence de Bretton Woods en 1944. Il a  joué un rôle important dans la création du FMI et de la Banque mondiale.
Selon des sources américaines et soviétiques, il aurait eu des activités d'information et d'influence au profit de l'Union soviétique au cours de la Seconde Guerre mondiale.

## Biographie

### Jeunesse et études
Harry Dexter White est né en Lituanie. Ses parents fuient le pays avec lui en 1895, en raison de pogroms tsaristes. Il est le cadet d'une famille juive de Lituanie de sept enfants, dont les parents, Joseph et Sarah Weit Magilewski immigrent aux États-Unis en 1885. Si son nom original était Weiss (blanc en allemand), il est mal transcrit par l'officier responsable de la transcription de son nom à l'entrée sur le territoire américain. Il le traduira en White (blanc, en anglais), un peu plus tard. 
En 1917, il s'enrôle dans l'armée américaine, est nommé lieutenant et sert en France. Son unité ne prend part à aucun combat de la Première Guerre mondiale. Il est stationné à Périgueux. En septembre 1918, il est transféré au camp militaire de Châtillon-sur-Seine, où on lui enseigne à mener des troupes. La guerre s'achève et, après avoir passé deux semaines dans le sud de la France, il rentre à New York.  
Il ne commence ses études universitaires qu'à l'âge de 29 ans. Il est admis à l'université Columbia en 1921. Il y étudie les sciences du gouvernement, les sciences sociales, s'inscrit à un cours de d'anglais, deux cours de français et deux cours de civilisation contemporaine ; il commence à se spécialiser en économie lors de sa deuxième année de licence. Au bout de l'année, il décide de se transférer à l'université Stanford, où il étudie l'économie et obtient une licence d'économie, puis un master. 
Considéré comme l'un des meilleurs étudiants de sa promotion, il est admis en parcours doctoral à l'université Harvard. Les données utilisées dans la thèse ont été obtenues par White à l'occasion d'un séjour doctoral en France, financé par Harvard. White habite alors à Sceaux, rue du lycée. Il obtient un doctorat en économie à l'âge de 38 ans. Sa thèse est publiée par la Harvard University Press en 1933, sous le titre des Comptes internationaux de la France, 1880-1913. 
Marié avec Anne White, ils ont deux filles, Ruth et Joan. Elles étudient toutes deux à l'université Columbia (Barnard College) comme leur père.

### Parcours professionnel

#### Parcours académique
White enseigne quatre ans à l'université Lawrence à Appleton, dans le Wisconsin.
Aux élections présidentielles de 1924, White soutient la candidature du sénateur progressiste du Wisconsin, Robert M. La Follette.   

#### Débuts au Trésor
En 1934, Jacob Viner, professeur à l'université de Chicago travaillant pour la direction du Trésor, lui proposa de collaborer à Washington avec lui sur une étude pour le département du Trésor.
Après l'attaque de décembre 1941 sur Pearl Harbor, White est nommé assistant de Henry Morgenthau, le secrétaire au Trésor, pour agir comme agent de liaison entre le Trésor et le Département d'État sur toutes les questions portant sur les relations étrangères. Il est également responsable de la « gestion et du fonctionnement du Fonds de stabilisation des changes ». White finit par être chargé des questions internationales pour le Trésor, avec un accès à des renseignements confidentiels détaillés sur la situation économique des États-Unis et de ses alliés en temps de guerre.
Selon le fils de Henry Morgenthau, White fut le principal architecte derrière le plan Morgenthau. Le but du plan Morgenthau était de désindustrialiser l'Allemagne, d'éliminer ses forces armées, et de convertir le pays en une économie agricole pré-industrielle n'ayant pas de capacité à se défendre s'il était attaqué.

#### Négociateur du plan Prêt-bail
White est un des principaux négociateurs du plan Prêt-bail destiné à financer le Royaume-Uni pendant la guerre. Il défend une ligne dure ce qui lui vaut de s'affronter au chef de la délégation britannique John Maynard Keynes. 

#### Négociateur en chef des accords de Bretton Woods
Harry Dexter White obtient de diriger la délégation américaine à l'occasion de la conférence de Bretton Woods, en 1944, où sera décidée l'architecture du système monétaire international de l'après-guerre. White négocie contre, et parfois avec, Keynes. Le plan White propulse de facto le dollar américain au rang de première monnaie mondiale et pilier du système monétaire international. Il négocie contre le plan Keynes, qui propose un système où les paiements internationaux se régleraient  par un mécanisme de compensation complété par un nouvel instrument monétaire, le bancor ; ce système aurait empêché les Etats-Unis d'avoir des excédents de balance courante à long terme.

#### Après Bretton Woods
Après la guerre, il fut étroitement associé à la mise en place de ce que l'on appelle les institutions de Bretton Woods — le Fonds monétaire international (FMI) et la Banque mondiale. Ces institutions avaient pour but de prévenir certains des problèmes économiques qui s'étaient produits après la Première Guerre mondiale. Il devint ensuite le premier  directeur exécutif de la délégation américaine au FMI.
En 1945, il propose à Philip Jessup, professeur à l'université Columbia, de créer au sein de l'université une école spécialisée dans les relations internationales afin de préparer les étudiants à des carrières au sein du FMI et de la Banque mondiale. L'université crée l'année suivante la School of International and Public Affairs (SIPA).

## Controverses

### Accusations d'espionnage au profit de l'URSS
Harry Dexter White, comme beaucoup d'acteurs du New Deal, affichait en économie et en politique des idées progressistes. White avait une fascination pour la planification soviétique et avait d'ailleurs demandé, sans succès, une bourse pour faire un séjour de recherche au Gosplan à Moscou. Très intéressé par la politique étrangère, il était convaincu de la nécessité d'un rapprochement entre les États-Unis et l'URSS qui serait facilité par la convergence des deux systèmes. S'il n'a sans doute pas appartenu au Parti communiste, il a  été considéré par les membres du réseau comme un compagnon de route suffisamment fiable pour entrer dans le réseau de Whittaker Chambers, supervisé par le NKVD et composé de hauts fonctionnaires.
Des soupçons sur son engagement comme agent d'influence au profit de l'URSS conduisirent le Président Truman, à la demande du FBI (Hoover), à refuser qu'il devienne directeur général du FMI. Un certain nombre de sources, y compris le FBI et les archives soviétiques, indiquent qu'il a été en contact avec les services secrets soviétiques dès le milieu des années 1930 et qu'il est devenu une source gouvernementale d'information prisée par  l'Union soviétique pendant la Seconde Guerre mondiale. En 1941, White aurait participé à l'opération Snow qui visait à réactiver les réseaux d'espionnage soviétiques pour qu'ils durcissent la politique étrangère américaine à l'égard du Japon. Il participe ainsi activement à la rédaction de l'ultimatum qui déclenchera l'attaque de Pearl Harbor. Ces soupçons sont corroborés par le témoignage de transfuges comme Whittaker Chambers et Elizabeth Bentley. Un Américain sera nommé à la BIRD et un Européen au FMI.
White présente sa démission au Trésor le 30 mars 1947. Le 19 juin 1947, il démissionne brusquement du Fonds monétaire international, abandonnant son bureau le même jour. En août 1948, il est entendu sans ménagement sur ses activités d'intelligence avec une puissance étrangère à la « Commission de la Chambre sur les activités antiaméricaines » qui ne produit aucune preuve décisive. Son rôle officiel était d'avoir des relations étroites avec les puissances alliées notamment soviétiques. S'il souhaitait que l'URSS s'intègre dans l'architecture collective mise en place par Roosevelt pour l'après-guerre, et s'il pensait que ses origines lui donnaient une sensibilité plus grande aux questions de l'Europe de l'Est, rien n'indique, malgré des imprudences indiscutables, qu'il fut à proprement parler un espion pro-soviétique. « My creed is an american creed » (Mon credo est un credo américain), affirme-t-il avec vigueur devant le comité. Trois jours après avoir témoigné, il est frappé d'une crise cardiaque dans le train qui le ramène chez lui. Il meurt le lendemain à sa résidence d'été de Fitzwilliam, dans le New Hampshire, d'une nouvelle crise cardiaque et d'une surdose de médicaments. Ce détail donnera naissance à des interprétations conspirationnistes de sa mort, considérées généralement comme fantaisistes. Le magazine Chicago Tribune parle lui néanmoins d'assassinat et cite également d'autres personnes mortes étrangement comme John G. Winant mort le 3 novembre 1947, W. Marvin Smith (en) mort le 20 octobre 1948, Laurence Duggan (en) mort le 20 décembre 1948, James Forrestal mort le 22 mai 1949, Morton Kent mort le 11 juin 1949, Laird Shields Goldsborough mort le 14 février 1950, F.O. Matthiessen (en) mort le 1er avril 1950 et Abraham Feller (en) mort le 13 novembre 1952. Par la suite, le projet Venona  révélera qu’entre le 16 mars 1944 et le 8 janvier 1946, White était cité dans 18 câbles sous différents noms de code (Lawyer, Jurist, Richard, Reed). En 1997, une commission du Sénat présidée par le sénateur démocrate de New York Daniel Patrick Moynihan, conclura que « la complicité d’Alger Hiss du département d’État semble établie, comme l’est aussi celle de Harry Dexter White du département du Trésor. » Il était également en relation avec Whittaker Chambers lors du procès d’Alger Hiss l'année suivante.